# Sarbka (powiat wągrowiecki)
Sarbka – wieś w Polsce położona w województwie wielkopolskim, w powiecie wągrowieckim, w gminie Wągrowiec.
Wieś duchowna, własność opata cystersów w Wągrowcu pod koniec XVI wieku leżała w powiecie kcyńskim województwa kaliskiego. W latach 1975–1998 miejscowość należała administracyjnie do województwa pilskiego.